# مسجد دماك الكبير
مسجد أغوع ديماك (أو مسجد ديماك الكبير) هو واحد من أقدم المساجد في إندونيسيا، ويقع في وسط بلدة ديماك، وسط جاوة، إندونسيا. ويُعتقد أن المسجد بناه سونن كاليجاغا، وهو واحد من «والي سونغو» (الأولياء التسعة) أثناء حكم أول حكام سلطنة ديماك، رادن فتاح في القرن 15.

## معرض صور

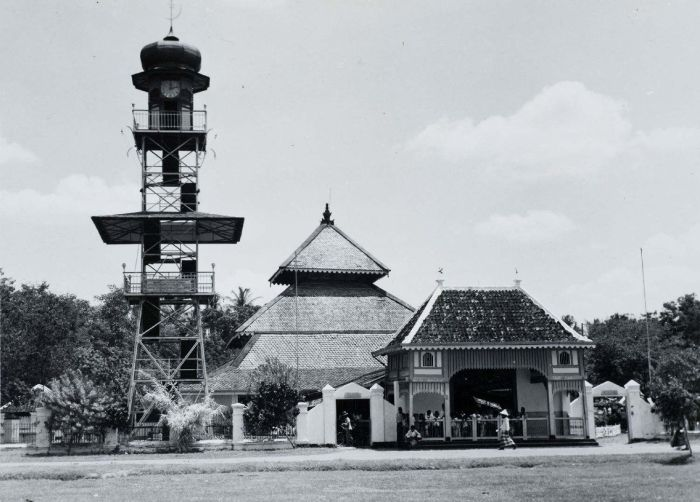
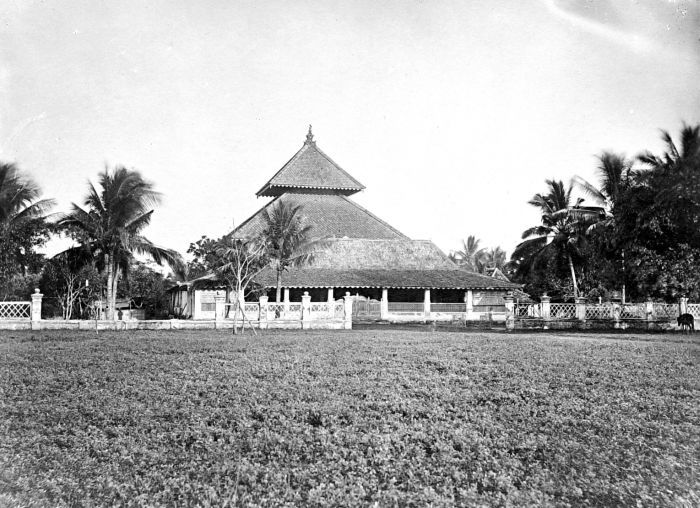
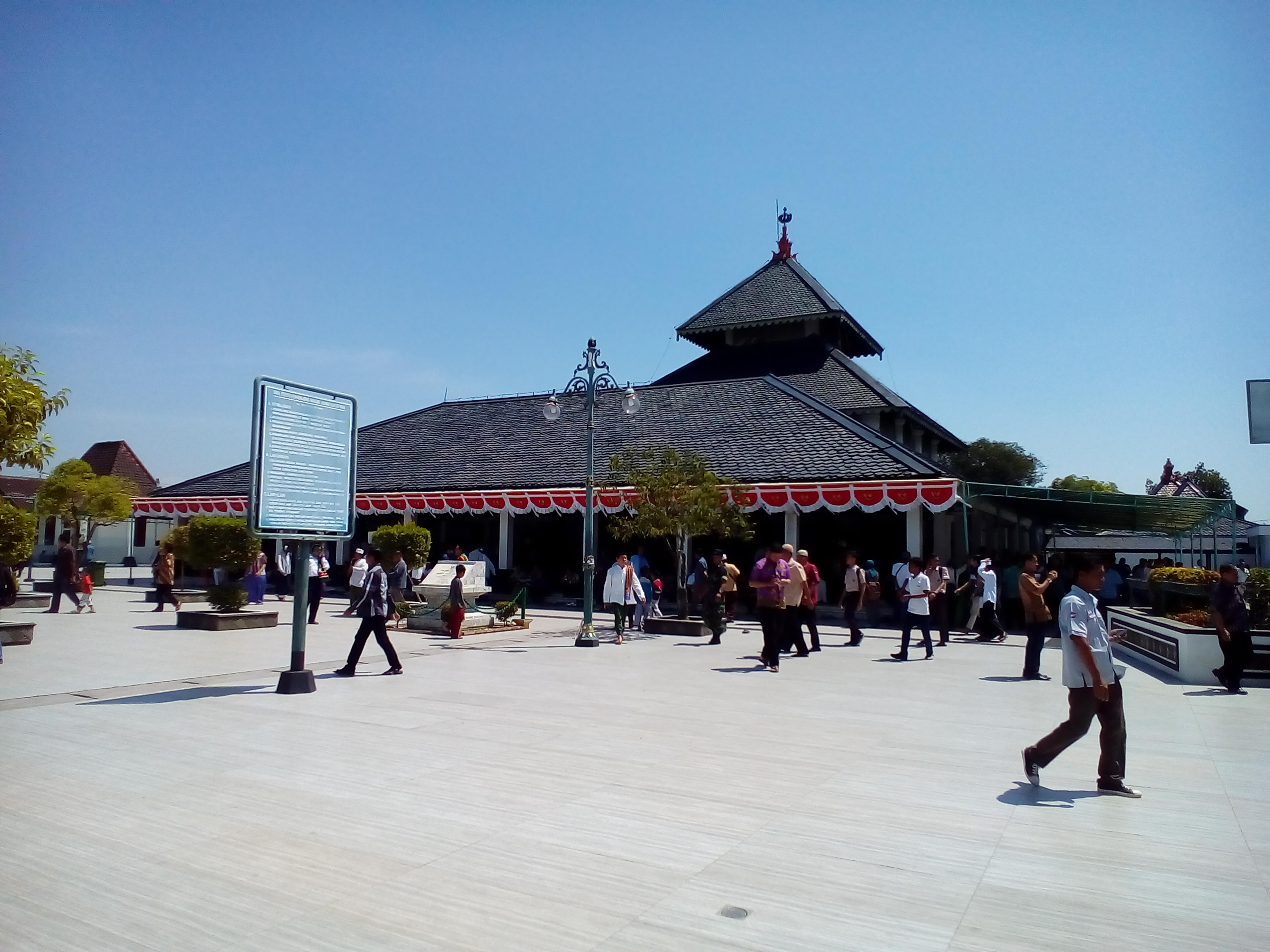